# Pogonomelomys
A Pogonomelomys az emlősök (Mammalia) osztályának a rágcsálók (Rodentia) rendjébe, ezen belül az egérfélék (Muridae) családjába tartozó nem.

## Rendszerezés
A nembe az alábbi 3 faj tartozik:
- Pogonomelomys brassi Tate & Archbold, 1941 - korábban azonosnak vélték a P. bruijni-val
- Pogonomelomys bruijni Peters & Doria, 1876
- Pogonomelomys mayeri Rothschild & Dollman, 1932 – típusfaj